# Élections législatives grecques de mai 1915
Les élections législatives grecques anticipées du 13 juin 1915 (31 mai a.s.) élurent les membres du parlement grec. Elles furent largement remportées par le parti libéral. Elefthérios Venizélos redevint Premier ministre.
Dissous en novembre 1915, le parlement fut rappelé en juin 1917 et siégea jusqu'aux législatives de 1920. Cela lui valut le surnom de « parlement Lazare ».

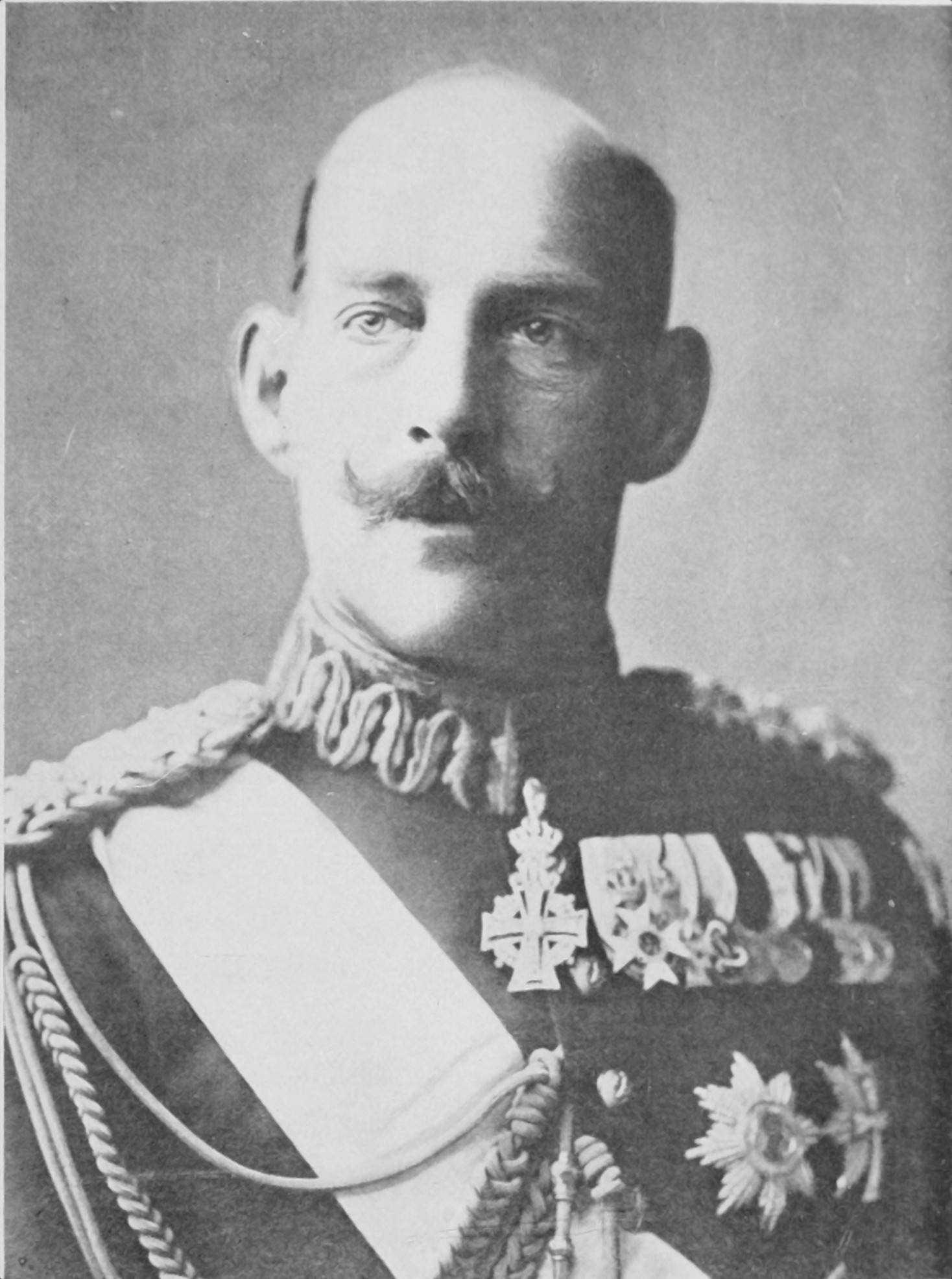
Le roi Constantin Ier de Grèce.

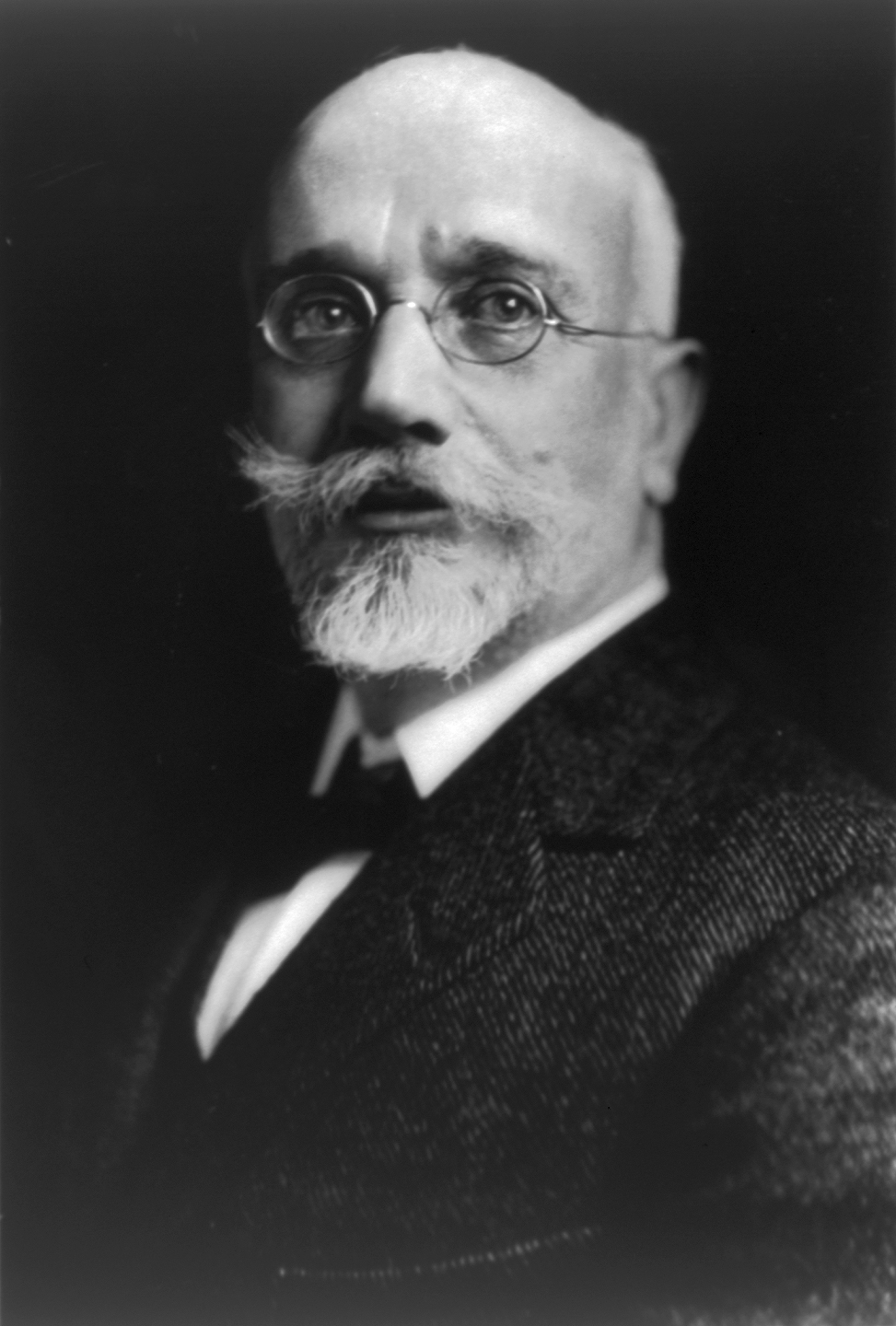
Le Premier ministre grec Elefthérios Venizélos.

## Fonctionnement du scrutin
Conformément à la constitution de 1864, les élections se déroulèrent au suffrage masculin direct et secret. Depuis 1877, hormis quelques exceptions, tous les hommes de plus de 21 ans étaient électeurs. Les députés étaient répartis en proportion de la population de la province : un député pour 10 000 habitants ; avec un minimum de 150 députés. Une loi de 1862 stipulait de plus que les Grecs « hétérochtones » (vivant hors des frontières du pays, à l'inverse des « autochtones » vivant à l'intérieur) étaient aussi électeurs.
Les députés étaient élus à la majorité absolue, au niveau provincial. Chaque électeur disposait d'autant de votes qu'il y avait de candidats. Les électeurs, la plupart analphabètes, ne votaient pas avec des bulletins, mais avec des boules de plomb. Il y avait autant d'urnes qu'il y avait de candidats. L'électeur glissait la main dans l'urne et plaçait sa boule soit à droite (partie blanche, inscrite « oui »), soit à gauche (partie noire, inscrite « non »). Les urnes étaient en acier recouvert de laine pour éviter qu'un bruit quelconque informe de la façon dont l'électeur avait voté. Le député qui avait obtenu la majorité (en principe), mais proportionnellement le plus de voix (dans la réalité) était élu.

## Contexte
Au début de la Première Guerre mondiale, la Grèce resta neutre, mais les grandes puissances essayaient d'obtenir sa participation au conflit. Le pays traversa alors une grave crise intérieure. La Cour, et surtout le roi Constantin, qui était marié à la sœur de Guillaume II, penchaient plutôt pour les puissances centrales. Elefthérios Venizélos préférait quant à lui l'Entente.
Ainsi, Venizélos aurait voulu que son pays participât à l'expédition des Dardanelles au début de l'année 1915. Mais le roi Constantin et l'état-major s'y opposèrent : ils préféraient que la Grèce intervînt seule. Ainsi, elle serait en position de force pour s'emparer seule de Constantinople, l'objectif mythique de la Grande Idée. De plus, l'état-major ne voulait pas dégarnir la frontière des troupes qui surveillaient la Bulgarie. Le Premier ministre démissionna donc le 6 mars 1915. Le désastre naval pour la flotte franco-britannique, le 18 mars, porta un coup à sa popularité. On lui reprocha d'avoir voulu entraîner la Grèce dans cette aventure. Au contraire, le roi fut loué pour sa clairvoyance.

## Résultats
Ces élections, comme les suivantes, firent la transition entre la tradition ancienne où les partis étaient identifiés par le nom de leur chef de file et la nouveauté, avec des partis portant un nom sans lien avec leur leader.
Il y avait 316 sièges à pourvoir,. Il y eut 686 990 suffrages exprimés. Le parti libéral d'Elefthérios Venizélos rafla 187 sièges, devant les « Nationalistes » de Dimítrios Goúnaris avec 95 sièges. Dimítrios Goúnaris tenta de se maintenir au poste de Premier ministre, mais il dut céder la place à Elefthérios Venizélos en août,.
Le désaccord entre le Roi et son Premier ministre s'accentua à l'automne après le débarquement des troupes alliées à Thessalonique. Venizélos fut renvoyé début octobre et la chambre dissoute début novembre. Les vénizélistes boycottèrent les élections de décembre. Cependant, après le schisme national de 1916 et son retour au pouvoir en juin 1917, Elefthérios Venizélos rappela la chambre élue en mai/juin 1915. Cela lui valut le surnom de « parlement Lazare ». Il siégea donc à nouveau jusqu'aux élections de 1920.
| Parti libéral                                                   | 187 |
| Nationalistes (Dimítrios Goúnaris)                              | 95  |
| Partisans de Geórgios Theotókis (Nouveau Parti)                 | 12  |
| Partisans de Dimítrios Rállis (Parti néohellénique)             | 7   |
| Indépendants                                                    | 7   |
| Partisans de Nikólaos Dimitrakópoulos (el) (Parti progressiste) | 6   |
| Fédération socialiste ouvrière de Salonique                     | 2   |
| Total                                                           | 316 |
| Source : Pantelis, Koutsoubinas, Gerapetritis, 2010, p. 856     |     |